# Pedro (жувальна гумка)
Pedro — жувальна гумка з фруктовим смаком, випускалася в ЧССР фірмою Velim у селищі Велім за 8 км на захід від Коліна. На обгортці був зображений хлопчик у сомбреро. Ціна жувальної гумки становила рівно 1 крону ЧССР. Найбільшу популярність жувальна гумка здобула в 1970—1980-ті рр.

## Історія
Pedro вироблялася на одній єдиній фабриці у селищі Velim на той момент ЧССР. Освіта самої фабрики починається дуже давно, на момент коли ще Чехія та Словаччина були поділені. Назву Велим фабрика отримала за назвою однойменного міста. У 1869 році за бажанням пастора євангелічної церкви Юстуса Емануеля Залатна (Justus Emanuel Szalatnay) та його дружини було запропоновано побудувати завод з виробництва замінника кави з цикорію, шоколаду та інших солодощів. Будували завод і пізніше керували ним двоюрідні брати Юстуса, Джозеф Густав Адольф (Josef Gustav Adolf) та Джон Пол Залатнай (Jan Pavel Szalatnay).
З 1872 року фабрика була перетворена на акціонерне товариство, а 1892 року фабрика була куплена єврейським підприємцем Адольфом Глазером (Adolf Glaser) та його зятем. Глазер істотно розширив асортимент солодощів, що випускаються заводом, і задумався про виробництво жувальної гумки. Так як він часто бував у США і там цей продукт був уже досить популярний, у нього народилася думка налагодити виробництво в Європі. Тим більше, що в Європі на той момент жуйка не вироблялася і відсутність конкуренції була сприятливим фактором для цього. За не схильною до інформації Глейзеру не вдалося отримати ліцензію на виробництво жуйки в Америці. Але все-таки в 1906 році він посилає довірену особу, де той отримує його таємним шляхом, можливо підкупом місцевих робітників.
У 1910 році Велим самостійно освоює рецептуру виробництва жуйки і вперше виготовляє її на території Європи. Перші партії були з нектарним та рожевим смаком, посипані цукровою пудрою та розфасовані у жерстяних коробках. Пізніше компанія закуповує обладнання та жуйки набувають форми платівок, які використовуються до сьогодні. 1937 року на заводі вже працювало до 500 осіб.
Із закінченням війни та входженням країни до соціалістичного блоку виробництво жуйки було припинено під офіційним приводом шкоди здоров'ю. Але основною причиною було те, що "образ" жуйки символізував капіталістичний режим. Незважаючи на це в 1956 році міністерство охорони здоров'я дозволяє виробництво жуйки для запобігання контрабанді так як жуйка все ж таки залишалася продуктом тіньової торгівлі. Швидкий попит на жуйку в Чехословаччині в 60-х змушує Velim шукати шляхи підвищення якості своєї продукції, синтетична основа жуйки набагато гірша, ніж у конкурентів із Голландії. У середині 60-х на Velim за ліцензією було закуплено технології та старе обладнання Голландської компанії Maple Leaf для виробництва жуйки у формі кубиків з характерними борозенками, а вже у 1967-му перший випуск знаменитої жуйки Pedro. Спочатку вона мала смак перцевої м'яти, пізніше з'явилися фруктові. У 1968 р. на заводі Velim почали масово виробляти жувальну гумку в характерній червоній обгортці з усміхненим хлопчиком у жовтому сомбреро та зеленим написом "Pedro".
У 1980 р. на завод Велім було поставлено нову лінію "Дюмулен", а також пакувальні машини з Болоньї Італія (швидкість упаковки була 800-900 шт/хв). Річне виробництво Pedro складало близько 800-900 тонн. Основним ринком був внутрішній експорт був дуже невеликим. Не припинилося виробництво і після «оксамитової революції». У 1992 р. компанія була приватизована, її придбала швейцарська корпорація Nestlé. Виробництво всіх видів цукерок та жуйки було зупинено вже через рік у 1993 році. Оскільки остання спеціалізувалася на шоколадних виробах, було вирішено припинити виробництво жувальної гумки з 1994 року. Нині площа використовується кількома невеликими компаниями.
В 1994 Velim припиняє своє існування. Товарний знак Pedro придбала пізніше фірма Candy Plus. яка спробувала повернути цю марку на чеський ринок.
В 2006 жувальну гумку Pedro знову почали виробляти в Китаї під назвою Pedrino, зберігши дизайн обгортки.
В даний час колишні виробничі приміщення використовує поліграфічне підприємство.

## Цікаві факти
У 30-ті роки компанія випускала жуйку Hanka, яку із задоволенням жували прихильники модної нацистської партії на чолі з самим Адольфом Гітлером.